# Preußische G 4.1
Die preußische Gattung G 4 bestand aus dreifach gekuppelten Güterzuglokomotiven mit einem Kesseldruck von 12 bar, die die Preußischen Staatseisenbahnen 1905 in die Gattung G 4 eingeordnet hatte. Darunter waren 16 Lokomotiven der Direktion Mainz, die von der Hessischen Ludwigsbahn stammten. Diese Lokomotiven wurden zwischen 1872 und 1896 geliefert und entsprachen nicht der preußischen Normalbauart.
Die spätere G 4.1 war eine Weiterentwicklung der G 3. Durch den erhöhten Kesseldruck wurde eine deutliche Leistungssteigerung erzielt. Es wurden zwischen 1884 und 1901 etwa 165 G 4.1 geliefert, dazu kamen zahlreiche Umbauten von Lokomotiven mit ursprünglich 10 bar Kesseldruck. Es wurden aber nicht alle entsprechenden Lokomotiven als G 4 bezeichnet.
Nach Ende des Ersten Weltkriegs kamen aus den Waffenstillstandsabgaben je zwei Stück G 4 (als FS 272.003–004) und G 4.1 (272.001–002) zu den Italienischen Staatsbahnen (FS). Die Polnischen Staatsbahnen (PKP) bekamen acht Maschinen und führten sie als Baureihe Th2. 1927 standen noch alle im Dienst, aber sieben wurden bis 1936 ausgemustert. Die letzte im Dienst stehende war Th2-7. Die litauische Staatsbahn Lietuvos Geležinkeliai (LG) übernahm zwei Lokomotiven als Baureihe P4 mit den Nummern 609 und 610. Die 609 wurde evtl. zeitweise als 261 bezeichnet und 1925 nach der Ausmusterung der P3 602 (ehemals Preußische G 3) in 602II umgezeichnet. Die lettischen Staatsbahnen Latvijas Valsts Dzelzsceļi (LVD) übernahmen zwei Stück, die sie wie die anderen normalspurigen C-Güterzuglokomotiven in die Baureihe Mn mit den Nummern 279 und 290 einreihten. Bei der sowjetischen Okkupation Lettlands 1940 war noch die Mn 279 vorhanden und wurde von den Sowjetischen Eisenbahnen (SŽD) als Baureihe Мн (Mn) eingereiht.
Die Deutsche Reichsbahn sah 1923 in ihrem vorläufigen Umzeichnungsplan noch 92 Lokomotiven zur Umzeichnung in 53 7601–7692 vor. 1925 waren aber nur noch 17 Lokomotiven mit den Nummern 53 7601–7617 zur Umzeichnung vorgesehen. Die Ausmusterung erfolgte bis 1930.
Auch die Lübeck-Büchener Eisenbahn besaß zwei 1892 und 1893 gebaute Lokomotiven dieses Typs, die von Schwartzkopff unter den Fabriknummern 1962 und 1963 hergestellt worden waren. Sie erhielten die Nummern 43 und 44 und die Namen Hessen und Thüringen. 1903 wurden sie zusammen mit den G 4.2 als Gattung G 3 eingereiht und 1917 in 63 und 64 umnummeriert. Die Lokomotive 64 wurde 1922 und die 63 1923 ausgemustert.
Die Fahrzeuge der Gattung G 4.1 mit einem Schlepptender der Bauart pr 3 T 12 ausgestattet.